# Gaesischia cacerensis
Gaesischia cacerensis är en biart som beskrevs av Urban 1989. Gaesischia cacerensis ingår i släktet Gaesischia och familjen långtungebin. Inga underarter finns listade i Catalogue of Life.